# Hypoxidia
Hypoxidia é um género botânico pertencente à família Hypoxidaceae.